# Compagnies Franches de la Marine

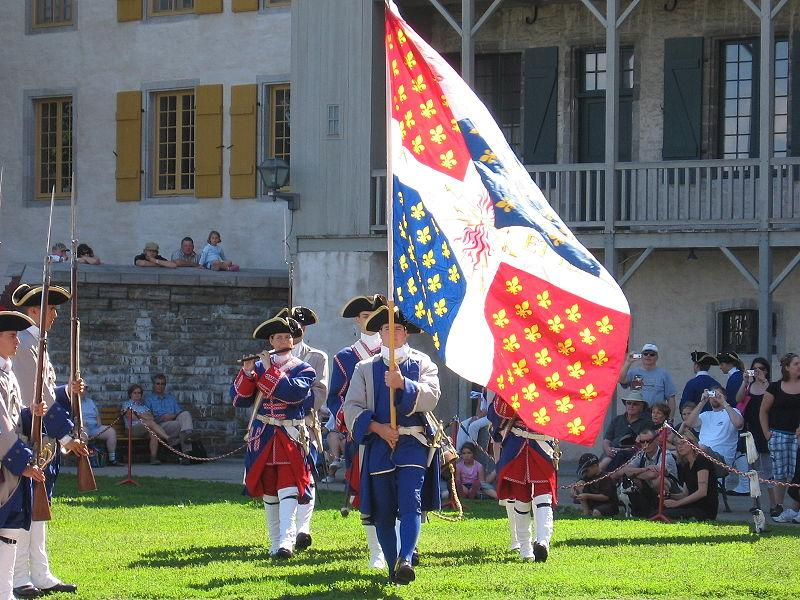
Compagnies Franches de la Marine

Die Compagnies Franches de la Marine (zuvor  Troupes de la Marine benannt) waren unabhängige Einheiten der Marine in den Kolonien unter der Aufsicht des französischen Marineministeriums, das auch für überseeische Handelsbeziehungen zuständig war.

## Geschichte
In Neufrankreich waren sie die einzigen  regulären Soldaten von 1685 bis 1755. Es wurden mehrere Bataillone nach Nordamerika geschickt. Den französischen Marine-Abteilungen  oblag  die Verteidigung des Pelzhandels und der lokalen Zivilisten, die manchmal von Irokesen überfallen wurden. Große Armeeverbände  unter  Montcalm lösten sie 1756 ab. Die Compagnies wurden 1760 nach dem Fall von Montreal ganz aufgelöst.
Die Mannschaften wurden in Frankreich angeworben, aber das Offizierskorps wurde zunehmend kanadisch durch die Rekrutierung von Offizierssöhnen. Alle Beförderungen waren durch Verdienst; Stellenkauf war verboten. Einheimische geboren, durch militärische Väter angehoben, seit der Kindheit zu Härten verwendet wird, gewöhnt mit Frankreichs einheimischen Verbündeten zu sozialisieren, machten diese Offiziere die Compagnies Franches de la Marine in die besten Wildniskrieger des Kontinents, in Kampffähigkeit größer als alle wie die Briten und ihre Kolonien aufstellen konnten. Sein vorderster Sieg war bei der Schlacht am Monongahela, wenn 100 Troupes de la Marine und 600 indianisch Verbündete getötet und verwundet ein tausend feindliche Soldaten, während sie selbst weniger als hundert Kämpfer verloren.